# 波爾丘埃洛
波爾丘埃洛是玻利維亞的城鎮，由聖克魯斯省負責管轄，位於該國中部，距離首府聖克魯斯72公里，面積1,069平方公里，海拔高度280米，每年平均降雨量約1,300毫米，2010年人口16,372。